# 聖福寺 (幸手市)
聖福寺（しょうふくじ）は、埼玉県幸手市にある浄土宗の寺院。

## 歴史
応永年間（1394年 - 1428年）に開山された。1648年（慶安元年）に、江戸幕府より寺領10石が与えられた。
当寺の山門は唐破風の門である。日光社参時の徳川将軍か日光東照宮に幣帛を奉献する勅使（日光例幣使）しか入門することができない格式ある門である。「勅使門」の名称はこれに由来する。

## 文化財
- 聖福寺勅使門（幸手市指定文化財 平成3年4月1日指定）[4]

## 交通アクセス
- 幸手駅より徒歩15分。